# Nathan Cooper Branwhite
Nathan Cooper Branwhite (c. 1775 - mars 1857) est un peintre anglais de portraits en miniatures, aquarelliste et graveur. 
Mmembre de l'École de Bristol, il est le principal peintre de portraits en miniatures de Bristol dans les années 1820.

## Biographie
Nathan Cooper Branwhite, né à St Albans, Hertfordshire, est le fils d'un poète mineur, Peregrine Branwhite. Il est élève du graveur Isaac Taylor (1759-1829) à Lavenham. 
Il intègre le Green College de Bristol, où il pratique la peinture avec succès.
Il expose des estampes, des petits portraits et 13 miniatures à la Royal Academy entre 1802 et 1828. Il est aussi un graveur au pointillé.
En 1810, il habite à Bristol. Il participe aux ateliers de dessin et croquis de l'École de Bristol et est un ami proche des artistes fréquentant l'école, dont Edward Bird (1772-1819) et James Johnson (1803-1834).
Un artiste doué, devenu membre de l'école d'artistes de Bristol, il peint ses modèles avec une vitalité et un caractère considérables. Ses portraits sont appréciés pour leur réalisme et c'est grâce à ses œuvres que nous savons à quoi ressemblent les artistes de Bristol. En 1824, il est l'un des organisateurs de la première exposition d'artistes locaux à l'École de Bristol.
En 1832, il expose un certain nombre d'œuvres à la première exposition de la toute nouvelle Bristol Society of Artists, notamment à la Bristol Institution. 
Le 3 septembre 1812, il épouse Hannah Burnell à l'église St Nicholas, Bristol. La couple a au moins quatre enfants dont les fils Nathan (1813-1894) et Charles (1817-1880), tous deux devenus artistes.   
Branwhite meurt le 18 mars 1857 à Clifton, Bristol.  

## Œuvres
Parmi ses portraits, un des plus connus est le Portrait du Révérend John Eagles, peinture à l'huile sur bois, réalisée entre 1820 et 1825. John Eagles, le sujet de cette peinture, est le vicaire de l'église St Nicholas de Bristol de 1812 à 1822 et est également un artiste amateur passionné. Il est un ami proche des artistes de Bristol et il est le premier à les décrire comme l'École de Bristol. Il est représenté en train de peindre un paysage à l'huile, mais peu de ses peintures à l'huile subsistent aujourd'hui.
L'œuvre de Nathan Cooper Branwhite a été proposée aux enchères à de multiples reprises. Une seule œuvre a été vendue (une paire de tableaux : Portrait of a lady et Portrait of a gentleman). Cette dernière a été vendue pour 170 $ chez Bearnes Hampton & Littlewood en 2018.

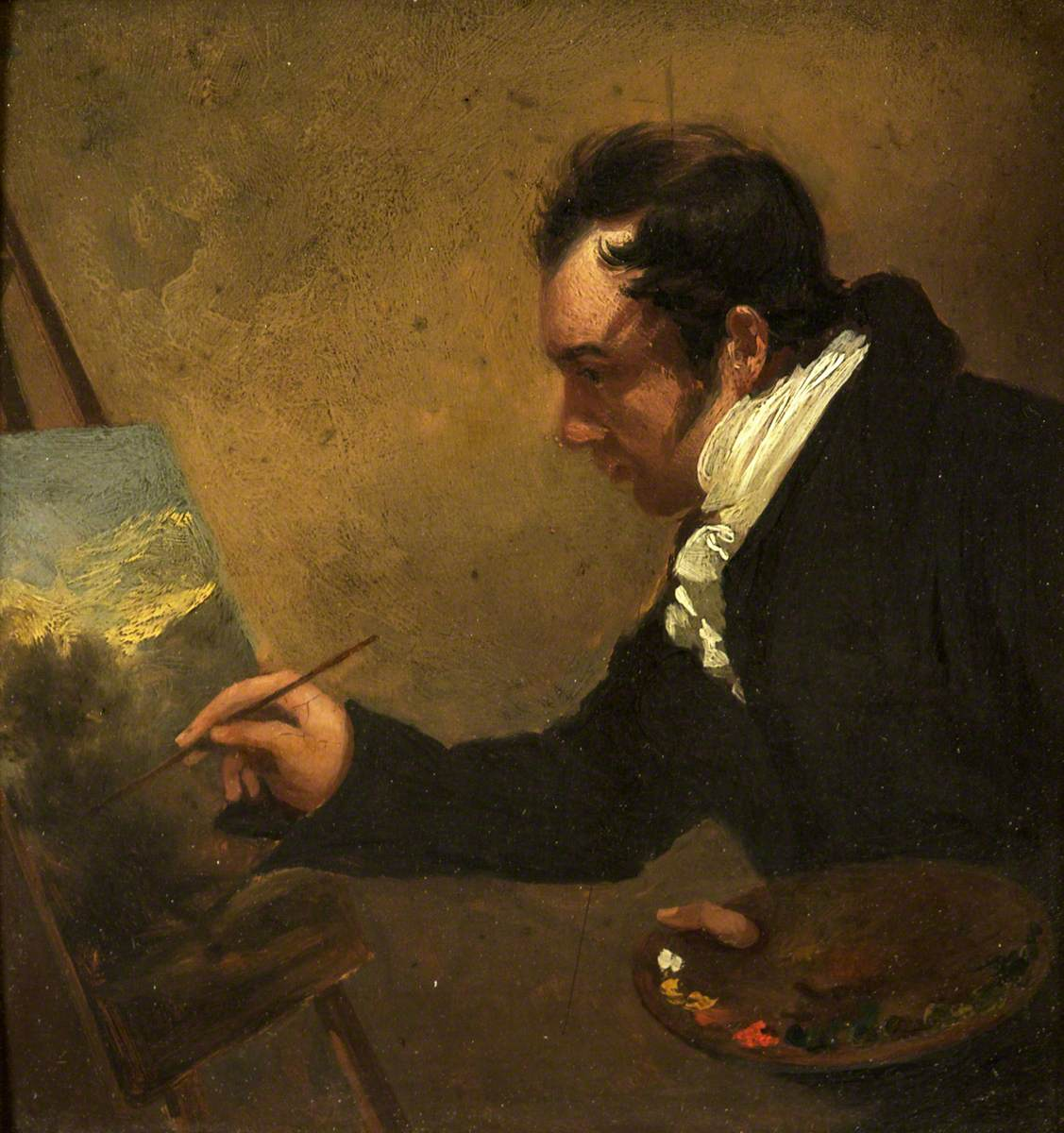
Portrait of Reverend John Eagles, 1820-1825, Bristol Museums, Galleries & Archives, huile sur bois.
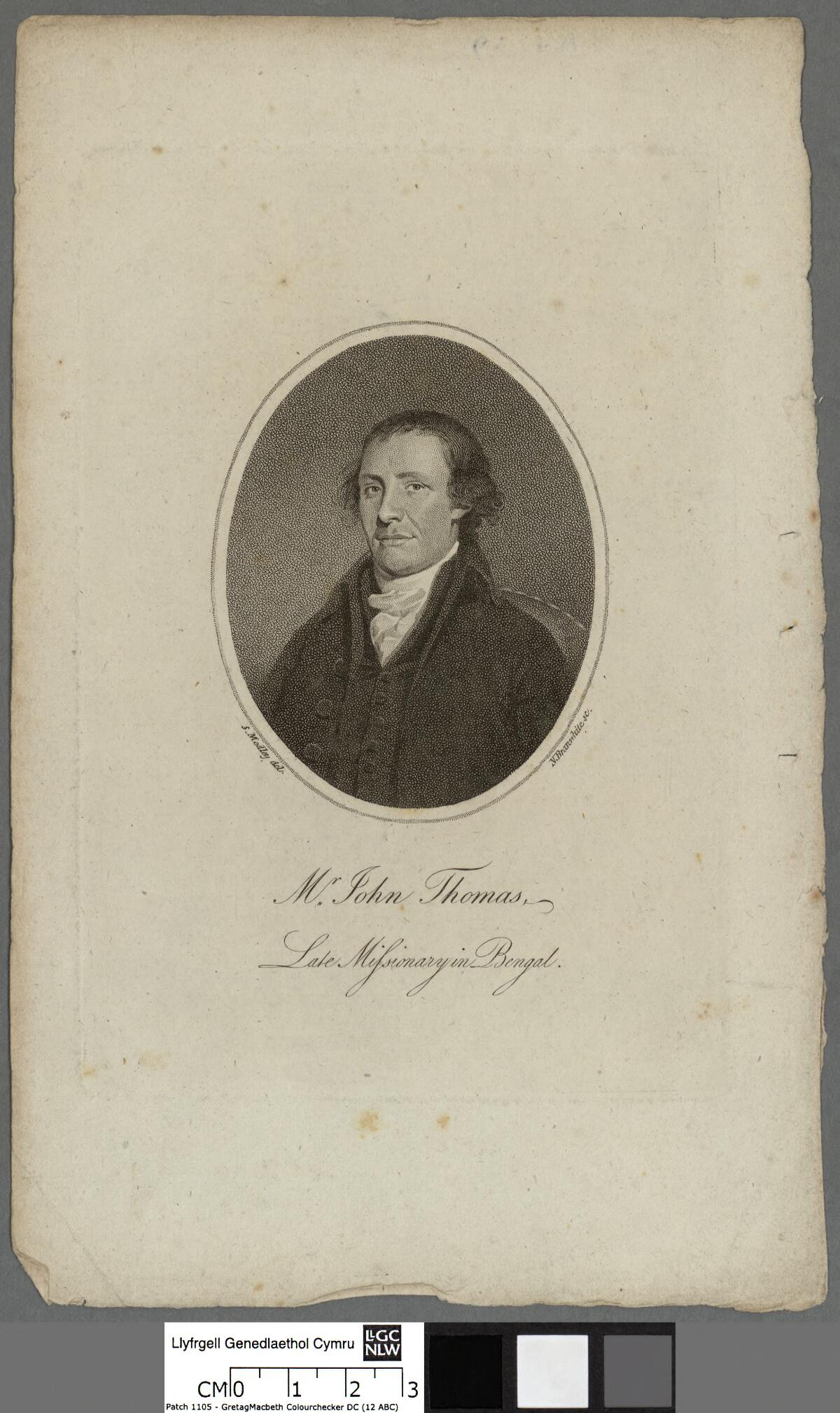
Portait of Mr. John Thomas, ca. 1801, Welsh Portrait Collection at the National Library of Wales, tirage.
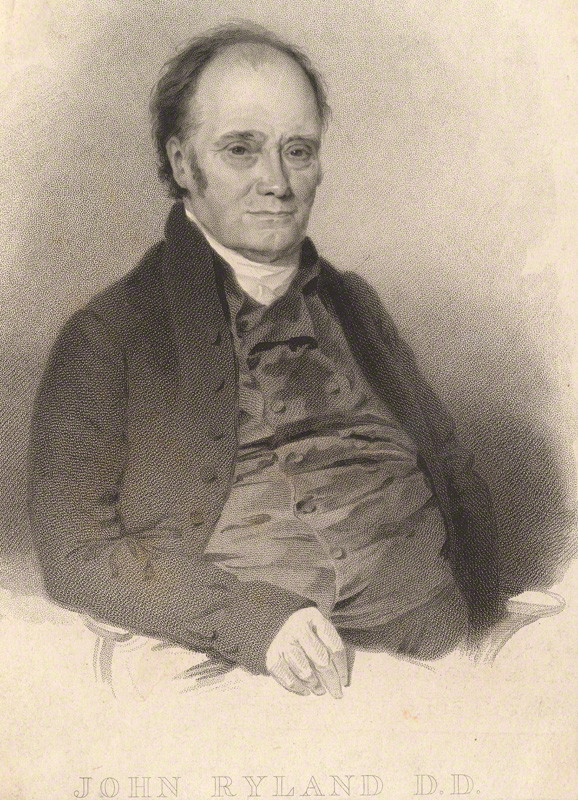
Portrait of John Ryland Branwhite (1753 - 1825), pasteur baptiste, Scottish National Portrait Gallery, gravure en pointillé sur papier.
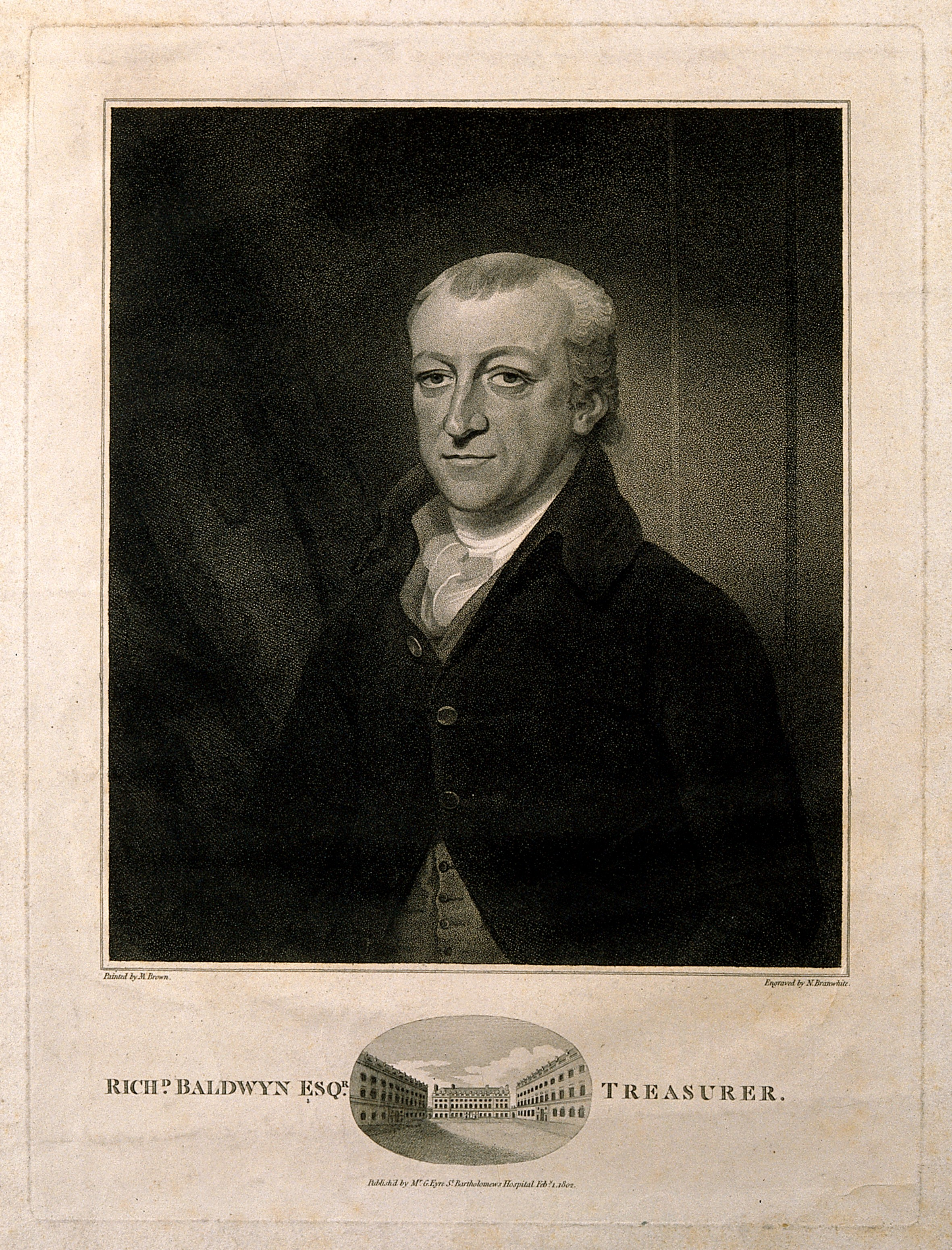
Portrait of Richard Baldwyn, d'après M. Brown, 1802, gravure en pointillé.
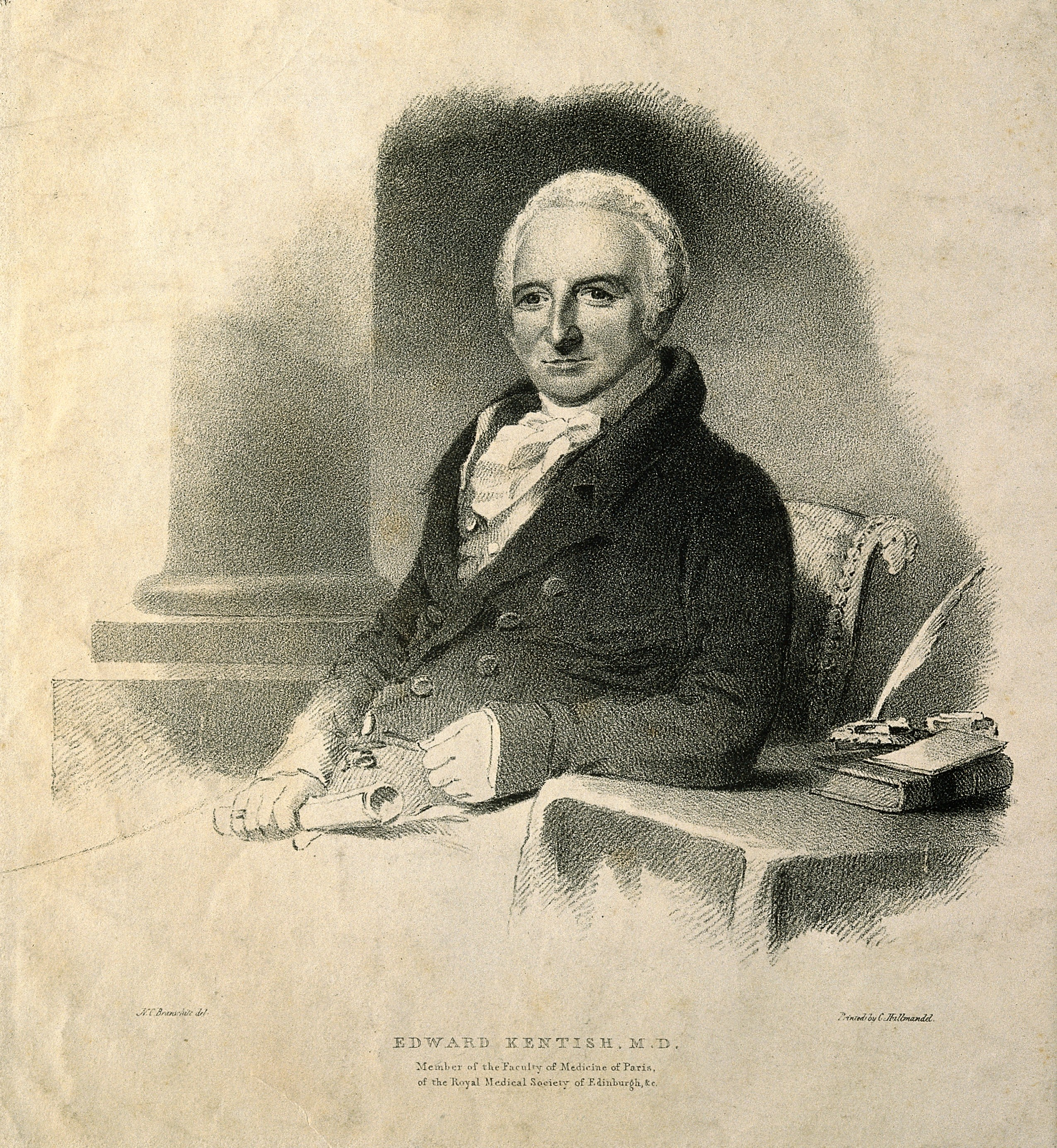
Portrait of Edgar Kentish, lithographie.